# Divorce par consentement mutuel
Pour des articles plus généraux, voir Divorce à l'amiable et Procédure de divorce en France.
En France, le divorce par consentement mutuel, surnommé divorce à l'amiable, a été instauré par la loi du 11 juillet 1975, par le président de l'époque, Valéry Giscard d'Estaing. Cette procédure, reconnue comme une profonde évolution du divorce en France, concrétise la volonté de dédramatiser le divorce ainsi que d'en régler définitivement les conséquences en passant devant un juge. Celui-ci est applicable quand les deux époux sont d'accord pour mettre fin à leur mariage, et qu'ils sont d'accord sur les conséquences juridiques de leur séparation. C'est aussi la forme de divorce la plus simple et la plus pratique existante, parmi les quatre formes de divorces reconnues par la justice. Depuis le 1er janvier 2017, le divorce par consentement mutuel se réalise sans juge, un divorce plus rapide, les deux époux rencontrent deux avocats sans passer devant le juge ; le divorce sans juge peut également se dérouler en ligne, des sites d'avocats le proposent avec des avocats accessibles en ligne et en cabinet.

## Historique
Le divorce par consentement mutuel fut pour la première fois instauré par les révolutionnaires, le 20 septembre 1792. Cette loi, votée par l'Assemblée nationale, était en avance sur toutes les législations étrangères du XVIIIe siècle. L'égalité des sexes instaurée par cette loi était un trait majeur pour l'époque. Les divorces par consentement mutuel et pour incompatibilité d'humeur et de caractère étaient soumis à une « assemblée de famille », qui comprenait généralement parents, voisins, ou amis des deux époux. Il fut par la suite aboli lors de la Restauration en 1816.
Dans le contexte de la libéralisation de la société et des précédentes réformes initiées par Valéry Giscard d'Estaing, le divorce par consentement mutuel apparaît comme une conséquence logique des aspirations exprimées lors des manifestations de Mai 68. Le divorce pour faute, prononcé dans le cas de violations graves rendant intolérable le maintien de la vie commune, est maintenu par la loi de 1975. Celle-ci initie également le divorce pour rupture de la vie commune pendant une durée supérieure à six années. Enfin, le divorce par consentement mutuel refait surface.
Sous l'impulsion du juriste Jean Carbonnier, la loi de 1975 élargit les possibilités de divorce, et constitue un compromis entre les différentes opinions exprimées par les tenants et adversaires de la faute. Les milieux familiaristes et catholiques craignent alors une multiplication des divorces. Le garde des Sceaux de l'époque, Jean Lecanuet, tentera d'apaiser leurs inquiétudes.
Par la suite, le nombre relatif de divorce prononcés par consentement mutuel augmente effectivement. En 1977, un divorce sur cinq l'est par consentement mutuel, en 1985 ce chiffre passe à un sur trois et continue de grimper. En 2012, sur les 130 000 couples ayant divorcé, plus de la moitié (52 %) ont choisi de le faire par consentement mutuel.

## Procédure avant le1erjanvier 2017(divorce avec un juge)
Dans un divorce par consentement mutuel, il n'existe pas de procédure d'appel : les mesures sont définitives. Les époux, conseillés par leur(s) avocat(s), doivent déterminer au mieux les points de la convention.La procédure varie selon les pays européens 

### Convention entre époux
Les époux commencent par signer une convention qui détaille et consigne point par point les effets juridiques de leur séparation, telles que la répartition des biens, l'autorité parentale, l'entretien et l'éducation des enfants. Ils peuvent se faire assister d'un seul et même avocat, ou avoir chacun leur propre avocat. L'avocat, dans la procédure, est tenu au rôle spécifique de conseil.

### Audition des époux par le juge aux affaires familiales
Le juge aux affaires familiales reçoit les époux l'un après l'autre, s'assure que les époux ont bien compris les termes de la convention de divorce et qu'ils l'admettent en toute indépendance, sans pressions ou manœuvres. Puis, le juge les reçoit ensemble avec leur(s) avocat(s). Il doit s'assurer de la volonté commune de divorcer, et veille à la préservation des intérêts de chaque époux. Il doit également déterminer si les dispositions prises par les époux sont adaptées à l'intérêt de l'enfant.

### Homologation de la convention et divorce
Au terme de l'audience, le juge prononce le divorce s'il constate que chacun des époux a donné librement son accord, et que rien ne s'oppose à l'homologation de la convention.

## Procédure depuis le1erjanvier 2017(divorce sans juge)
Depuis le 1er janvier 2017, la procédure de divorce par consentement mutuel peut se réaliser, sous conditions, sans juge.

### Projet de convention de divorce
Chaque époux rencontre son propre avocat pour préparer un projet de convention de divorce. La convention prévoyant les conséquences du divorce est établie par acte sous seing privé contresigné par deux avocats. Le cas échéant, il conviendra de liquider préalablement la communauté de biens.

### Délai de réflexion obligatoire de15 joursavant de signer
Les avocats envoient la convention de divorce aux époux, qui doivent attendre 15 jours de réflexion pour signer la convention de divorce.

### Enregistrement de la convention de divorce
Les avocats envoient la convention de divorce au notaire, qui l'enregistre au rang des minutes, pour ensuite officialiser le divorce sur les actes d'état civil. La durée de la procédure de divorce sans juge peut être très courte (1 à 2 mois)

## Procédure de divorce en ligne
Depuis le 1er janvier 2017, la procédure de divorce par consentement mutuel a été largement modifiée, pour se réaliser en dehors de la présence d’un juge aux affaires familiales, en principe. La responsabilité de cette procédure incombe désormais en totalité aux avocats.
À ce titre, le divorce par acte d’avocats est encadré, non seulement par des dispositions légales et réglementaires très précises, mais également par une déontologie très stricte.
Pourtant, nombre d'avocats font fi de cette réglementation et ont vu dans cette nouvelle procédure un moyen d’optimiser et de simplifier leur intervention. Depuis l'entrée en vigueur de la loi, c’est une véritable uberisation du divorce par consentement mutuel qui a lieu.
L’idée générale est la suivante : contourner les règles, de façon plus ou moins évidente, compter sur la satisfaction à court terme de la clientèle pour éviter toute plainte, le tout de façon à pouvoir pratiquer des prix défiant toute concurrence, parfois même très largement inférieurs à la rétribution de la procédure au titre de l’aide juridictionnelle
Le contournement des règles est très simple : ici on propose un divorce entièrement en ligne, sans rencontrer d’avocat (tout se passe par correspondance) ; là on impose les deux avocats (en ne mentionnant parfois même l’existence de deux avocats) ou on propose des alternatives « économiques » (signature de la convention lors d’une réunion en visioconférence, puisqu’après tout la signature électronique est désormais acceptée…).
Quant aux prix pratiqués, ils sont de l’ordre de 200, 300, 400, voire 500 euros maximum pour une procédure complète, enregistrement chez le notaire inclus.
Pourtant, en raison des nombreuses charges payées par les avocats, il est impossible de pratiquer de tels prix tout en réalisant une procédure légalement et déontologiquement sans faille. D’autant que certains de ces « braconniers du Droit » annonce pourvoir à plusieurs milliers de dossiers par an.

## Partage du patrimoine
Étape technique, mais importante de la procédure, elle permet à chaque époux de connaître son sort financier après le divorce. Les époux sont libres d'y consentir ou non. Le patrimoine est divisé, les recouvrements des créances envers les tiers ou administrations fiscales sont réglés. Pour éviter les procédures de justice ultérieures tendant à réparer les erreurs ou oublis, cette étape doit être exhaustive. Les avocats, avec le concours éventuel des notaires en cas de présence de biens immobiliers, sont les seuls à même d'y procéder; ils agissent sous le contrôle du juge.

## Médiation judiciaire
Lors de la séparation, il est parfois conseillé d'avoir recours à une médiation judiciaire. Celle-ci prend place avant le divorce, ou pendant, et vise à régler les contentieux, affectifs ou économiques, et s'efforce de restaurer ou préserver les liens entre époux ou avec les enfants. Elle permet également aux parents d'organiser leur vie pratique, et de mettre en place le quotidien des membres de la famille. La médiation peut aborder les sujets de l'autorité parentale, la pension alimentaire, le logement, la prestation compensatoire, les droits de visites et d'hébergement, les choix éducatifs ou scolaire. En France, la Fédération Nationale de la Médiation et des Espaces Familiaux (FENAMEF) est le principal organisme de médiation familiale. Elle a pour objet de promouvoir la médiation familiale, ainsi que l’activité des associations et organismes qui la mettent en œuvre.

## Controverses et conséquences morales
L'aspect moraliste du mariage est souvent le contre-pied de la controverse sur le divorce par consentement mutuel, présent comme « facilitant » la procédure de séparation du couple. Bien que présent dans la religion juive, et éventuellement possible dans les religions chrétiennes et musulmanes repris par les différentes religions, le divorce par consentement mutuel n'y est pas une pratique répandue.
Pour certains sociologues, la fondation du couple sur le sentiment amoureux est une norme contemporaine, qui marque également l'évolution des mœurs concernant la famille. Le grand nombre de divorces observés est ainsi parfois décrit comme une contradiction de notre époque moderne, qui s'accompagne d'une fragilisation des liens familiaux. D'après le sociologue Gérard Neyrand, « Tant qu’on continuera à penser qu’il faut faire des enfants dans un couple et qu’on fondera ce dernier sur le sentiment amoureux, on persistera dans la contradiction : les séparations resteront nombreuses, puisque le sentiment amoureux n’est pas une chose stable ».
Une idée déjà développée par Émile Durkheim, qui avançait que le mariage permet la domination des passions, ce qui aboutit à l'équilibre intérieur et à la paix du cœur. Mais, d'après Durkheim, le mariage ne produit ces effets que parce qu'il implique une réglementation respectée, qui lie solidement les hommes.